# Nemeris speciosa
Nemeris speciosa är en fjärilsart som beskrevs av George Duryea Hulst 1896. Nemeris speciosa ingår i släktet Nemeris och familjen mätare. Inga underarter finns listade i Catalogue of Life.